# Геохімічні цикли
Геохімічні цикли (рос.геохимические циклы, англ. geochemical cycles, нім. geochemische Kreisprozesse m pl) – сукупність послідовних явищ та процесів, що приводять до кругообігу хім. елементів і їх сполук в земній корі. 
Уперше поняття Г.ц. обґрунтував В.І.Вернадський (1922), зв'язавши історію хім. елементів з послідовним перетворенням їх сполук (мінералів) у різних частинах земної кори. Постійний кругообіг хім. елементів у земній корі визначається процесами вивітрювання, осадоутворення, метаморфізму, магматизму та ін. Кожний хім. елемент згідно з його хім. властивостями має свій Г.ц. Ці цикли взаємодіють один з одним, створюючи загалом складну систему шляхів міграції хім. елементів. Мірою темпу кругообігу і обміну речовиною між окр. резервуарами (магматичними, метаморфічними, осадовими гірськими породами, атмосферою, гідросферою, живою речовиною) є сер. тривалість перебування елементів у них. 
Наприклад, сер. тривалість перебування вуглецю в живій речовині 7-8 років, в осадових породах - бл. 400 млн років, вільного кисню в атмосфері - 3800 років, СО2 в атмосфері - 6 років, в океані - 330 років. Запропонований підхід дозволяє зв'язати геохім. процеси в єдину систему, скласти схему розподілу елементів у земній корі загалом, кількісно описати осн. шляхи міграції хім. елементів. 